# John Neville (død 1420)
Sir John Neville (ca. 1387 – maj 1420) var den ældste søn af Ralph Neville, 1. jarl af Westmorland (ca. 1364 – 1425), en magtfuld adelsmand i det Nordengland, og Margaret Stafford (d. 1396), hans første hustru. Som arving til Jarldømmet Westmorland, blev han tituleret som 'Lord Neville'.
John blev født i eller før 1387. Der vides ikke meget om hans opvækst eller ungdom, men det blev tydeligt forventet, at han skulle arve sin fars magtfulde position i det Nordengland. John erhvervede en borg ved Kirkbymoorside, som var omkring 13 mil nord for hans fars hovedsæde i Sheriff Hutton. Ralph havde været Warden of the West March siden 1403, og John overtog hans plads i 1414. Han spillede en væsentlig rolle i at hjælpe sin far med at sikre den unge Henry Percy tilbagekomst fra Skotland (hvor hans far, jarlen af Northumberland, havde sendt dem begge i eksil), for at Percy kunne gifte sig med Johns halvsøster, Eleanor.
Imidlertid havde hans far på et tidspunkt inden 1396 giftet sig med Joan Beaufort, en legitimeret datter af Johan af Gent, og kort tid efter, og muligvis som en direkte konsekvens, begyndte jarlen at oprette en lang række len til fordel for de børn, han nu havde med Joan., især den ældste søn, Richard, senere jarl af Salisbury. Dette fratog i realiteten John hans arv, men besynderligt nok synes han at have "accepteret" processen, idet han i hvert fald i et tilfældigt personligt optrådte som vidne til en af overførslerne. Det er muligt, at Ralph ikke havde til hensigt at fratage John så meget, som han til sidst gjorde. Ralph udarbejdede et testamente i 1404, som Johns søn (også kaldet Ralph) mange år senere synes at have været meget til hans side af familiens fordel. Dette testamente blev under alle omstændigheder afløst af en meget senere testamente, nedskrevet efter at John var død før sin far, hvilket skete, mens han var i Frankrig, kort før den 20. maj 1420 (sandsynligvis ved Verneuil).
Hans død resulterede i en strid mellem hans sønner og søskende om fordelingen af jarlen af Westmorlands arv. Dette skabte varige splittelser inden for Neville-familien, hvilket resulterede i Neville-Neville-fejden, som senere blev en del af Rosekrigene.
Det er blevet foreslået, at John Neville er en af de personer, der er repræsenteret i Neville-Tidebogen fra ca. 1431.

## Ægteskab og afkom
John Neville giftede sig med Elizabeth Holland (ca. 1388 - 1423), datter af Thomas Holland, 2. jarl af Kent, omkring 1394. De fik tre sønner og en datter:
1. Ralph Neville, 2. jarl af Westmorland (4. april 1406 – 3. november 1484 [9]
2. Margaret Neville (ca. 1408 – mellem 5. maj 1426 og 5. maj 1434), som blev gift med Sir Thomas Lucy og ikke efterlod ingen børn[10]
3. John Neville, baron Neville, anden søn, dræbt i Slaget ved Towton. [11] Hans søn arvede titlen som jarl af Westmorland.
4. Sir Thomas Neville af Brancepeth (d. 22. februar[12] ca. 1459), tredje søn, far til Sir Humphrey Neville af Brancepeth.[11]